# Das Mordkomplott
Das Mordkomplott (Originaltitel: Old School Ties) ist die insgesamt dritte Episode der Krimiserie Lewis – Der Oxford Krimi.

## Handlung
Lewis und Hathaway werden als polizeiliche „Bodyguards“ für den Bestsellerautor Nicky Turnbull gebraucht, der mysteriöse Morddrohungen erhalten hatte. Der ehemaligen Häftling und Ex-Hacker kommt nach Oxford, um für einen Studenten-Club eine Veranstaltung rund um sein Enthüllungsbuch zu halten. Das Hotel des Vortragsreisenden, in dem er sich mit dem Komitee des Clubs trifft, ist ein umgebautes ehemaliges Gefängnis. Abends ist „Nicky“ noch mit den jungen Frauen Caroline und Jo in der Lobby, am Morgen darauf ist Jo erwürgt, und im Bett neben ihr liegt eine unbenutzter Revolver, den sie kurz zuvor als Geburtstagsgeschenk erhielt. Das Hotelzimmer, in dem die Tat geschah, ist auf den Namen von Inspektor Lewis gebucht, eine weitere Publicity-Maßnahme für das Buch und den Autor, wie sich später herausstellt.
Die Ermittlungen gehen ihren Gang, da kommt der unerwartete Wendepunkt: Als Nicky Turnbull gerade eben Lewis eingestanden hat, dass der angeforderte Polizeischutz nur ein Publicity-Gag war und er keine Drohungen erhalten hat, wird er tödlich von einer Kugel getroffen – direkt vor dem Hoteleingang. Zunächst ist die Hauptverdächtige Nickys Frau Diane, eine alte Schulfreundin von Lewis, da Nicky sich scheiden lassen wollte. Allerdings findet Hathaway heraus, dass Turnbulls kriminelle Aktivitäten auch ein College betrafen, in dem der Vater von David Harvey als Buchhalter arbeitete, der sich dann mitverantwortlich für den finanziellen Schaden fühlte. David Harvey, der Ex-Freund von Jo Gilchrist, hat mit dem Todesschuss den Tod seines Vaters gerächt, der wegen der Affäre Suizid verübt hatte.
Schließlich gesteht Harvey, dass er zunächst gemeinsam mit Jo Gilchrist Nicky Turnbull töten wollte, diese jedoch im letzten Moment einen Rückzieher machte und er sie deshalb erwürgte. Mithilfe von Hotelmitarbeiterin Chloe gelang es ihm dennoch auch Nicky zu töten.

## Synchronisation
| Rolle             | Darsteller            | Synchronsprecher |
| ----------------- | --------------------- | ---------------- |
| Robert Lewis      | Kevin Whately         | Till Hagen       |
| James Hathaway    | Laurence Fox          | Markus Pfeiffer  |
| Dr. Laura Hobson  | Clare Holman          | Claudia Kleiber  |
| Jean Innocent     | Rebecca Front         | Sabine Arnhold   |
| Nicky Turnbull    | Owen Teale            | Detlef Bierstedt |
| David Harvey      | James Russell         | Sebastian Schulz |
| Stephen Gilchrist | Tom Harper            | David Turba      |
| Caroline Morton   | Emma Campbell-Webster | Julia Stoepel    |
| Dr. Patterson     | Cathy Tyson           | Joseline Gassen  |
| Prof. Weller      | Don Gallagher         | Bernd Rumpf      |
| Jo Gilchrist      | Frances Albery        | Corinna Riegner  |

## Kritik
„Gut gemachter Krimi über die Abgründe in Oxfords Gesellschaftselite.“

„Gebrochener Held vor malerischer Oxford-Kulisse: Das Milieu altehrwürdiger Geistesbildung verleiht der cleveren Tätersuche einen ganz besonderen Reiz. Hier zeigt man auch beim Morden Haltung“